# Prisoje (gmina Višegrad)
Prisoje (cyr. Присоје) – wieś w Bośni i Hercegowinie, w Republice Serbskiej, w gminie Višegrad. W 2013 roku liczyła 17 mieszkańców.